# Saint-Michel-de-Rieufret
Saint-Michel-de-Rieufret is een gemeente in het Franse departement Gironde (regio Nouvelle-Aquitaine) en telt 498 inwoners (1999). De plaats maakt deel uit van het arrondissement Langon.

## Geografie
De oppervlakte van Saint-Michel-de-Rieufret bedraagt 18,8 km², de bevolkingsdichtheid is 26,5 inwoners per km².
De onderstaande kaart toont de ligging van Saint-Michel-de-Rieufret met de belangrijkste infrastructuur en aangrenzende gemeenten.

## Demografie
Onderstaande figuur toont het verloop van het inwonertal (bron: INSEE-tellingen).